# Joaquim Mir i Trinxet
Joaquim Mir i Trinxet (Barcelona, 7 de gener de 1873 – Barcelona, 27 d'abril de 1940) fou un pintor català. A Olot, ciutat del seu pare, fou influït pel paisatgisme de l'escola Vayreda. Aconseguí diverses medalles en exposicions a Madrid i Barcelona. També exposà, entre altres ciutats, a Washington, París, Nova York, Amsterdam, Buenos Aires o Venècia.
El seu estil més personal es basa en una superació pròpia i segurament inconscient de la pintura impressionista, basat en una visió intuïtiva i lliure del paisatge a base de taques i masses de color que sintetitzen l'aparença real, vorejant molt sovint l'abstracció. Mir no seguia cap teoria artística, al contrari de les tendencies avantguardistes de la seva època, ni escollia el tema pensant en l'estètica. Al final de la seva vida, segueix un estil quasi impressionista. El que més apreciava i valorava era la pinzellada, molt més que el contingut estètic.

## Biografia
Fill d'Ignasi Mir i Dussol, natural de Sant Cristòfol les Fonts, i Isabel Trinxet Casas, natural de Vilanova i la Geltrú, nasqué al carrer Basses de Sant Pere de Barcelona. Fou inscrit amb els noms de Joaquim Joan i Francesc d'Assís. El seu pare era un modest representant de comerç de merceria i bijuteria, i la seva mare era germana de l'empresari tèxtil Avel·lí Trinxet, que més tard tindria molta importància en la vida de Mir, perquè li faria de mecenes i li encarregaria la decoració de la casa Trinxet. Els primers estudis, els feu al col·legi Sant Miquel, on conegué Isidre Nonell. De jove, col·laborà amb el negoci del seu pare, que volia que se'n fes càrrec. Als 16 anys, començà a estudiar sota les ordres de Lluís Graner, que l'inicià en el gènere del paisatge. El 1893 començà a estudiar a l'Escola de la Llotja, on rebé classes d'Antoni Caba, però més endavant deixaria els estudis. Formà part de la colla del Safrà (també coneguda com a colla de Sant Martí), un grup d'artistes fundat el 1893 i integrat per Isidre Nonell, Ricard Canals, Ramon Pichot, Juli Vallmitjana i Adrià Gual. També entrà en contacte amb el grup d'artistes que freqüentaven els Quatre Gats.
El 1899, marxà a Madrid a descobrir i copiar els grans mestres del Museu del Prado. Aquell mateix any, guanyà el segon premi en l'Exposició Nacional de Belles Arts i a finals d'any anà a Mallorca amb Santiago Rusiñol i s'instal·là al llogaret de Sa Calobra, on va fer algunes de les seves millors pintures. A Mallorca descobrí una nova naturalesa, que li amplià la gama cromatica, convertint-lo en pintor paisatgista. Destaca la influència d'aquesta etapa en les pintures murals que feu per a la casa del seu oncle i mecenes Avel·lí Trinxet Casas de Barcelona, gran industrial tèxtil, obra de Josep Puig i Cadafalch, coneguda com a Casa Trinxet; un exemple seria el fragment de decoració anomenat Coves de Mallorca que actualment forma part de la col·lecció de la Fundació Municipal Joan Abelló a Mollet del Vallès. No va anar mai ni a Roma ni a París, com era costum en aquella època.
El 1904, patí una crisi i es traslladà a l'Institut Psiquiàtric Pere Mata de Reus per motius de salut. S'instal·là a viure a l'Aleixar, a Cal Xon i va pintar paisatges de L'Aleixar i Maspujols a partir de 1906. El 1913, per raons familiars, se n'anà cap a Mollet del Vallès, estada on va pintar l'Interior de l'església de Sant Vicenç de Mollet, i el 1918 marxà cap a Caldes de Montbui. El 1921 es casà i s'instal·là a Vilanova i la Geltrú, en una finca actualment coneguda com a Casa Mir. Des d'aleshores, va desenvolupar intenses campanyes pictòriques a Montserrat, on ja havia fet una fecunda estada el 1911, i a València, on anà a inspirar-se pels murals sobre les conquestes de Jaume I que li varen encarregar pel palau de la Diputació de Barcelona. L'any 1932 va anar a Vallirana on va pintar en un període molt curt. Va fer estades a Andorra els anys 1932, 1933 i 1934, en aquest últim any va exposar l'obra de l'etapa andorrana a la Sala Parés.
També es dedicà al col·leccionisme, sobretot de ceràmica, col·lecció que actualment forma part del Museu Municipal Vicenç Ros adquirida el 1972 per l'Ajuntament de Martorell.
Se'l considera un dels màxims exponents de la pintura immediatament posterior al modernisme, creador d'un postimpressionisme molt personal. Morí a Barcelona el 28 d'abril de 1940 després d'una estada a la presó, acusat pel franquisme de connivència amb la República. Fou enterrat al cementiri de Vilanova i la Geltrú, on hi va viure quasi un terç de la seva vida, avui dia, encara s'hi conserva la casa on vivia (la Casa Mir).

## Obra

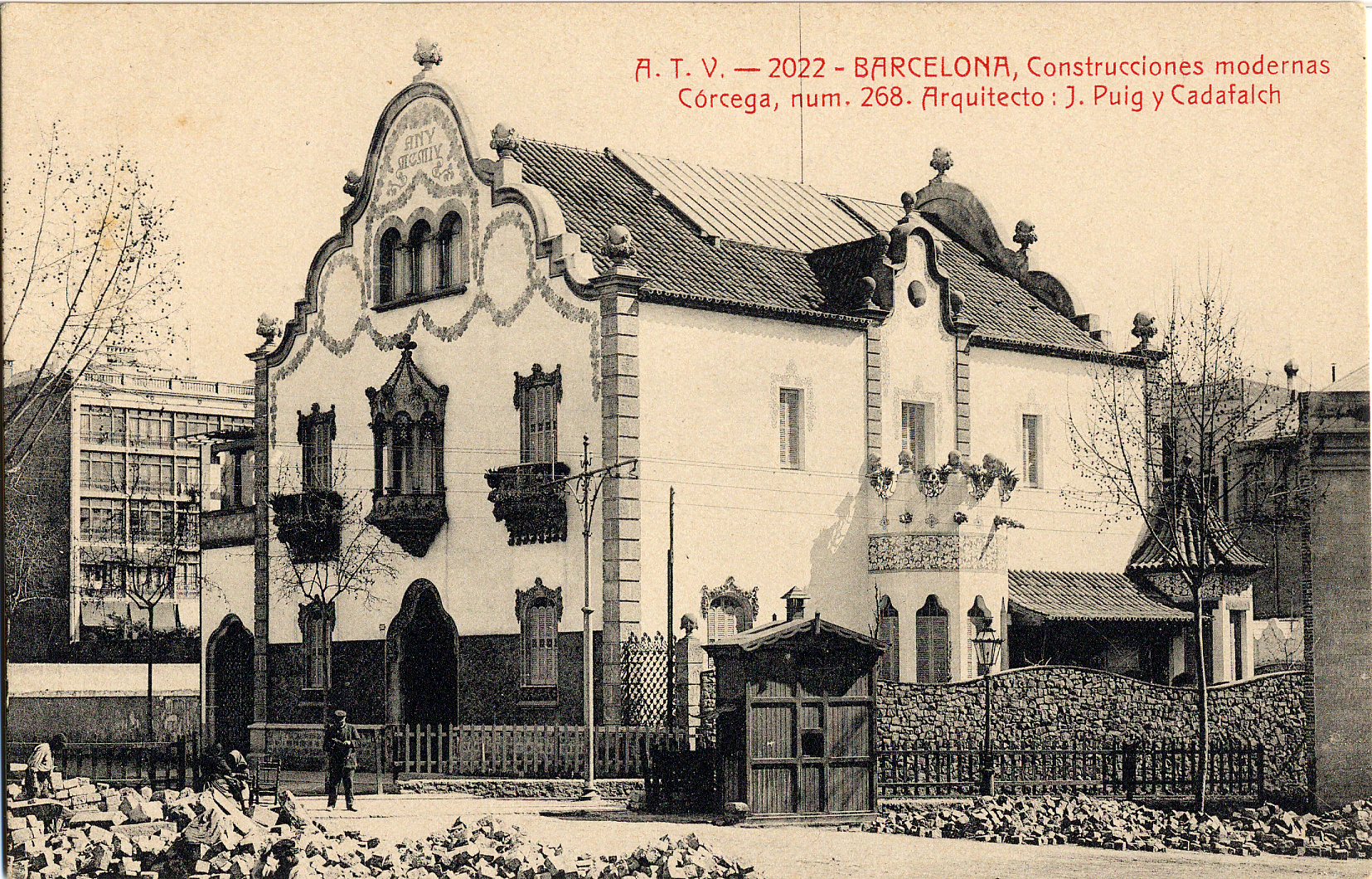
La casa Trinxet on va realitzar diversos murals

Mir exposà la seva producció de forma regular, tant a les sales de Barcelona com als certàmens oficials. La seva activitat li meresqué honors i reconeixements, així com una gran popularitat. Per les pintures de Montserrat i l'amistat amb el monestir, els monjos el van considerar el pintor de la Verge.
Joaquim Mir era un gran treballador, sempre atent a l'ocasió de pintar: qualsevol motiu i qualsevol moment eren bons per a fer un quadre, un apunt o una nota. Mai no deixà de pintar i dibuixar, sempre amb una gran fidelitat al fragment de natura que analitzava i sempre en terres catalanes, de manera que la seva obra és molt abundant i diversa. La diversitat la dona el fet de tractar fragments i llocs diferents de la rica geografia catalana tal com la llum, la vegetació i el to de cada lloc, i que ell, dotat d'una percepció molt sensible, sabé matisar i enriquir amb una sàvia habilitat en l'obtenció i mescla de colors. L'opinió és unànime a l'hora de qualificar-lo de gran colorista, especialment notable en l'obtenció i aplicació d'una extensa gamma de color gris. Cal dir també que la seva influència fou molt forta sobre diverses generacions de pintors de paisatge, fins al punt que no es pot parlar de paisatgisme català sense situar Mir en el seu millor moment.
Tanmateix, entre l'extensa producció, hi trobem moments d'una originalitat extraordinària, especialment en l'obra feta a Mallorca i continuada al Camp de Tarragona, on Mir confia el llenguatge expressiu a les taques de color pur, al ritme vertical de la pinzellada, a la reducció notable de la pasta pictòrica i a l'ocupació quasi total de la tela per la visió de la terra, de manera que formes, figures i espai s'integren en un conjunt insòlit de taques de color. Les etapes següents de la producció de Mir mostren els canvis generats per les reubicacions, però mantenen la fermesa de l'opció pel paisatge, la qualitat i la riquesa del color, la seguretat de la pinzellada i l'energia del ritme, tot i que s'ajusten més a la realitat de la natura.
Joaquim Mir fou un pintor estimat i reconegut en el temps de plenitud abans de la Guerra Civil, no solament per la qualitat de l'obra pictòrica, sinó també perquè sabé entendre la terra catalana en la seva realitat i diversitat, fins i tot en el simbolisme, i sabé pintar-la i fer-la arribar a tothom que veia els seus quadres. L'inici de la llarga postguerra va deixar aquest artista en el silenci, finalment trencat a l'inici dels anys setanta. Des d'aleshores, el seu nom s'ha inscrit amb força en la història del nostre art i la seva obra registra una constant valoració.
Part important del seu arxiu fou donat pel seu fill Josep a la Biblioteca de Catalunya. Durant els primers mesos del 2009, es va veure al Caixaforum de Barcelona una retrospectiva de l'artista. Actualment, es poden veure diverses obres seves al Museu Nacional d'Art de Catalunya, al Museu del Modernisme Català, a la Fundació Gòdia, a Barcelona, al Museu de Badalona, al Museu Deu del Vendrell, a la Biblioteca Museu Víctor Balaguer de Vilanova i la Geltrú, al Museu Abelló de Mollet del Vallès i al museu Es Baluard de Palma. Al 2006, a la Biblioteca Museu Victor Balaguer se li dedicà una exposició monogràfica, que durà des del 14 de desembre del mateix any fins a l'1 d'abril del 2007; d'aquest museu l'obra més destacable de l'artista es "Les Comparses", datada al 1925-1926; l'exposició mostrà les obres que pintà l'artista entre el 1922 i el 1940 (és a dir, l'any en què fixa la seva residència a Vilanova i l'any en què morí). A Vilanova, Mir viu la seva etapa de maduresa i és el moment en què rep més premis i reconeixements; com la medalla d'Honor de l'Exposición de Bellas Artes de Madrid; també hi va fer la seva única pintura mural i els seves tres exposicions més importants (1928, 1930, 1934) a la Sala Parés; a més, hi va pintar les parets del cafe del Foment de la ciutat i moltes de les seves obres importats.
A nivell acadèmic destaquen els estudis dedicats a l'artista dels historiadors Nadia Hernández i d'en Francesc Miralles, especialitzats en el pintor; i la tesis doctoral d'Enric Blanco Piñol, dedicada als Quaderns Kodak d'Enric Cristòfor Ricart (pintor i grabador de Vilanova i la Geltrú), amic d'en Joaquim Mir, on es narren anecdotes sobre els dos personatges.

### Obres destacades
- La cala encantada (al Museu de Montserrat)[20]
- Paisatge (al MNAC)[21]
- Poble escalonat (al MNAC)[22]
- El roc de l'estany (al MNAC)[23]
- Coves de Mallorca (decoració de la casa Trinxet), 1903 (al Museu Abelló)
- Paisatge de Santa Perpétua de Mogoda (al Museu Abelló)
- Plaça del Raval (Coll de Nargó, 1934), col·lecció privada.